# ボブという名の猫 幸せのハイタッチ
『ボブという名の猫 幸せのハイタッチ』（ボブというなのねこ しあわせのハイタッチ、A Street Cat Named Bob）は、2016年のイギリスの伝記映画。監督はロジャー・スポティスウッド、出演はルーク・トレッダウェイとルタ・ゲドミンタスなど。
ミュージシャンを夢見ていたものの社会からのドロップアウトを繰り返していた若者ジェームズが、「ボブ」と名付けられた野良猫との出会いをきっかけに、家族・友人との関係を通して新たな生き方を探し出していく。

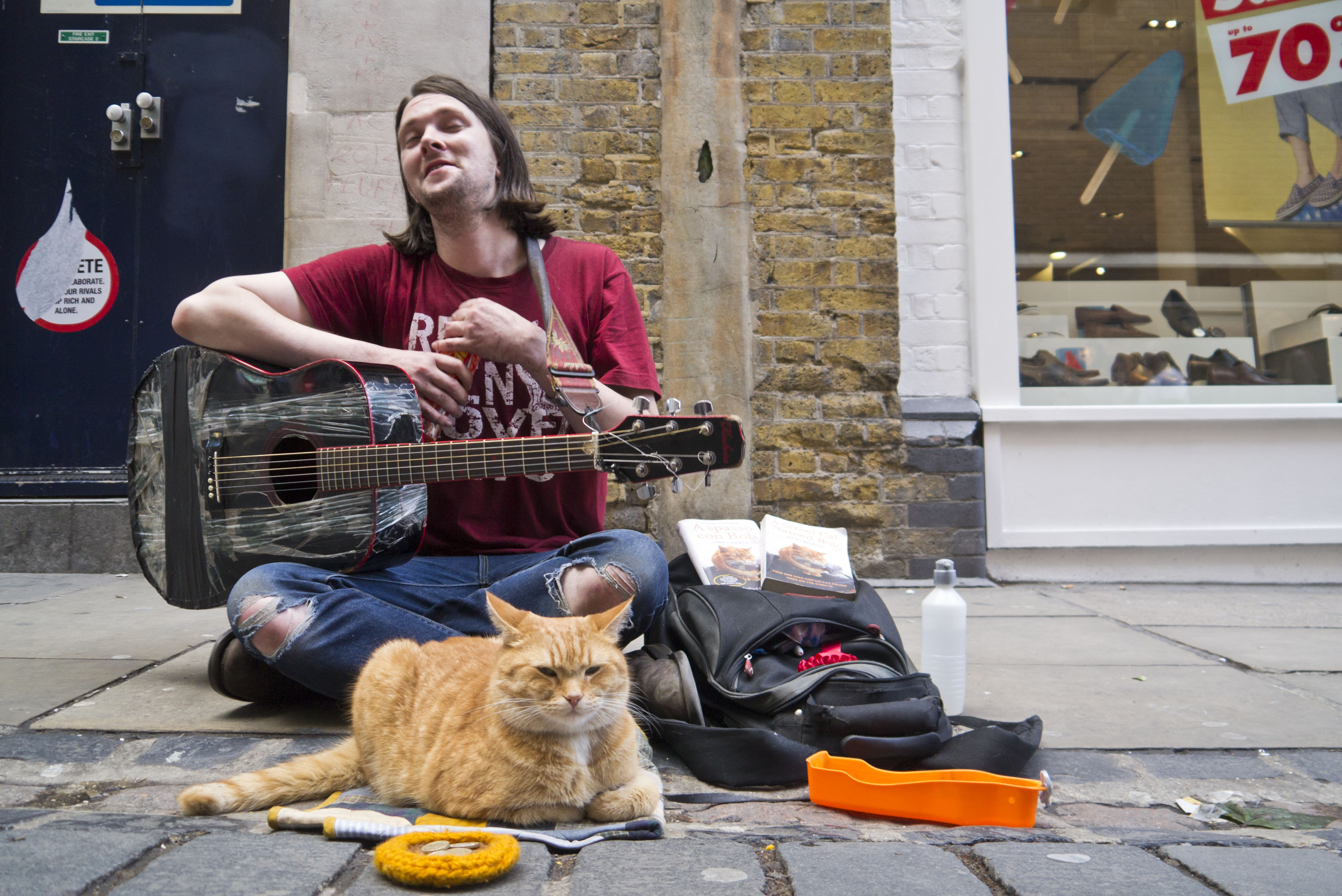

原作はイギリスでシリーズ合計1,000万部を超える大ヒットを記録したノンフィクション『ボブという名のストリート・キャット』である。実在の猫「ボブ」が、映画版でもほとんどの出演シーンを任せられているほか、原作者のジェームズ本人もカメオ出演している。
2017年の英国ナショナルフィルムアワードにて最優秀英国映画賞を受賞した。
2020年に続編『ボブという名の猫2 幸せのギフト』が製作され、日本では2022年2月25日より公開された。

## ストーリー
ロンドンの路上で自作の歌を弾き語り、小銭を稼ぐ若者ジェームズは、ホームレスの麻薬常習者だった。立ち直りたい気持ちは強く、更生プログラムに熱心に通うが、つい麻薬の誘惑に負ける日々を繰り返すジェームズ。ソーシャルワーカーのヴァルは、今がジェームズにとって最後のチャンスだと感じ、彼に無償の住居をあてがった。
そんなある日、ジェームズの部屋に迷い込む茶トラの野良猫。隣人のベティが「ボブ」と名付けたその猫はジェームズに懐いてしまい、見捨てることもできないジェームズはあれこれ世話をする。
ジェームズが路上ライブで稼ぐ中心街の広場まで、勝手に付いて来るボブ。ボブの愛らしさは周りの人々の目を惹き、ライブは大成功。それからもジェームズはボブを連れてライブを繰り返し、順調に金を稼いでゆく。そんなジェームズに金をせびるホームレス仲間のバズ。困窮していた彼に手持ちの金を渡すが、その金は生活費に充てられず麻薬に換わり、バズは麻薬中毒が原因で路上死した。
大好きだった兄も麻薬で死んだと打ち明けるベティ。ジェームズ自身の中毒も知られ、ベティとの仲は疎遠になって行った。ジェームズの中毒は両親の離婚がきっかけだったが、再婚した父の家族からも中毒患者として蔑まれ、今のジェームズには全く行き場が無かった。
路上ライブを些細なきっかけで禁止され、収入を断たれたジェームズはビッグイシュー販売員となり、ボブの力を借りて人気販売員になるが、そこでも同僚の販売員と揉め、1か月の販売禁止を言い渡される。それが明けたかと思いきや、今度はボブが逃げ出してしまい、精神的に限界に追い詰められ麻薬に手を出しそうになるジェームズ。ようやくボブが帰って来た日に彼は、現状から抜け出す為の「断薬」を決意した。今は「代替薬」で症状を抑えているが、それすらも断つ断薬は、禁断症状に苦しむ過酷な治療だった。
ボブと共に数日間、家に籠もり、禁断症状と戦うジェームズ。麻薬が完全に抜け切った時、ジェームズは生まれ変わり。ヴァルのカウンセリングも終了した。その頃に、ジェームズに持ち込まれる出版の話。ジェームズとボブの物語は本になり、大ヒットを記録した。出版記念のサイン会に現れるベティ。兄の死で塞いでいたベティは、ジェームズやボブと知り合った事で前向きに歩み出していた。ジェームズの父親とその結婚相手も、笑顔で出席している。ジェームズの孤独な路上生活は終りを告げた。

## キャスト
ジェームズ・ボーエン
演 - ルーク・トレッダウェイ、日本語吹替 - 遠藤大智
両親の不仲と離婚により精神的に不安定となり、麻薬に手を出す。更生とドロップアウトを繰り返すなすがままの生活を送っていたが、ベティやヴァル、そしてボブとの出会いで再び人生をやり直していく。
ベティ
演 - ルタ・ゲドミンタス、日本語吹替 - 竹内恵美子
ジェームズの隣人。「ボブ」に名前をつけ、ジェームズに様々なアドバイスをする。犬を飼っているが、動物アレルギーを持つのが悩み。ヴィーガン。兄を不幸な出来事で亡くしており、それがトラウマになっている。
ヴァル
演 - ジョアンヌ・フロガット、日本語吹替 - ちふゆ
ジェームズの薬物更生を担当するソーシャルワーカー。たびたび約束を破るジェームズに対して厳しくふるまうが、最後まで見捨てることなく付き合う。
ジャック・ボーエン
演 - アンソニー・ヘッド、日本語吹替 - 島田岳洋
ジェームズの父親。離婚する前はオーストラリアに住んでいたが、離婚後は飛行機恐怖症を理由に渡英しなかった。その後イギリスに渡り、ヒラリーと再婚しふたりの娘を儲ける。
メアリー
演 - キャロライン・グッドール、日本語吹替 - 髙梨愛
ジェームズとボブの路上演奏を見かけ、その後2人の軌跡を物語にして出版しないかと持ちかける。その後ジェームズの担当編集者となる。
ヒラリー
演 - ベス・ゴダード
ジャックの再婚相手。ジェームズのことは快く思っておらず、娘たちにも悪し様に吹き込んでいる。
バズ
演 - ダレン・エヴァンス、日本語吹替 - 遠藤航
ジェームズと同じ境遇の男性。麻薬中毒者で、ジェームズにも麻薬を勧める。後に麻薬中毒が原因で死亡する。
ボブ
演 - ボブ
推定12歳。名前は『ツイン・ピークス』のキラー・ボブから（ボブという名前の由来は原作本と映画では異なる。映画ではベティの閃きで命名される）。ジェームズの家に入り込み、居つくようになる。移動するときはジェームズの肩がお気に入りの場所。なお、ボブにはギャラとして好物のキャットミルクとチーズがふるまわれた。

## 作品の評価
Rotten Tomatoesによれば、65件の評論のうち高評価は77%にあたる50件で、平均点は10点満点中5.9点、批評家の一致した見解は「『ボブという名の猫 幸せのハイタッチ』は、事実に基づいた、良い気持ちにさせてくれる物語から着想を得た、誰はばかることなくハートウォーミングな映画であり、最もひねくれた人以外のすべての視聴者を感動させるはずである。」となっている。
Metacriticによれば、12件の評論のうち、高評価は4件、賛否混在は7件、低評価は1件で、平均点は100点満点中54点となっている。

## 備考
題材となって本映画にも出演した猫「ボブ」は、2020年6月15日に亡くなった。「少なくとも14歳」だったという。